# Třída I
Třída I byla třída torpédoborců sloužících v Royal Navy v období druhé světové války. Postaveno jich bylo osm kusů pro britské námořnictvo, přičemž další čtyři byly rozestavěny na zakázku Turecka (dva byly za války zrekvírovány pro potřeby Britů). Jako vůdčí loď torpédoborců této třídy byl postaven HMS Inglefield. Za druhé světové války bylo ztraceno celkem šest jednotek třídy I.

## Pozadí vzniku
Torpédoborce této třídy byly téměř totožné s třídou G a H a některý prameny ji uvádějí jako její součást. Hlavní změnou byla instalace pětihlavňových torpédometů místo čtyřhlavňových. Osm torpédoborců třídy I bylo postaveno v letech 1936–1937. Doplnila je ještě vůdčí loď torpédoborců Inglefield, která měla větší výtlak, výzbroj posílenu o pátý 120mm kanón a díky výkonnějšímu pohonnému systému byla o půl uzlu rychlejší. Další čtyři torpédoborce tohoto typu byly objednány Tureckem. Stavba probíhala už za války, a proto byl první pár zařazen do britského námořnictva a pouze druhý byl dodán tureckému námořnictvu.
Jednotky třídy I:
| Jméno                         | Uživatel | Loděnice                   | Založení kýlu | Spuštění na vodu   | Přijetí do služby | Status |
| ----------------------------- | -------- | -------------------------- | ------------- | ------------------ | ----------------- | --- |
| Inglefield                    | RN       | Cammell Laird, Birkenhead  | 1936          | 15. října 1936     | červen 1937       | Vůdčí loď třídy I. Dne 25. února 1944 poblíž Anzia potopen německou kluzákovou pumou Hs 293.                        |
| Icarus (D03)                  | RN       | John Brown, Clydebank      | 1936          | 26. listopadu 1936 | květen 1937       | Prodán do šrotu 1946.                                                                                               |
| Ilex (D61)                    | RN       | John Brown, Clydebank      | 1936          | 28. ledna 1931     | červenec 1937     | Prodán do šrotu 1948.                                                                                               |
| Imogen (D44)                  | RN       | Hawthorn Leslie, Hebburn   | 1936          | 30. října 1936     | červen 1937       | Dne 16. července 1940 se poblíž Orknejí potopil po srážce s lehkým křižníkem HMS Glasgow (C21).                     |
| Imperial (D09)                | RN       | Hawthorn Leslie, Hebburn   | 1936          | 11. prosince 1936  | červen 1937       | Dne 29. května 1941 u Kréty vážně poškozen německými bombardéry Ju 87, opuštěn a potopen torpédoborcem HMS Hotspur. |
| Impulsive (D11)               | RN       | White, Cowes               | 1936          | 1. března 1937     | leden 1938        | Prodán do šrotu 1946.                                                                                               |
| Intrepid (D10)                | RN       | White, Cowes               | 1936          | 17. prosince 1936  | červenec 1937     | Dne 26. září 1943 potopen německými bombardéry Ju 88 na řeckém ostrově Leros.                                       |
| Isis (D87)                    | RN       | Yarrow, Scotstoun          | 1936          | 12. listopadu 1936 | červen 1937       | Dne 20. července 1944 při invazy do Normandie potopen minou.                                                        |
| Ivanhoe (D16)                 | RN       | Yarrow, Scotstoun          | 1936          | 11. února 1937     | srpen 1937        | Dne 1. září 1940 u nizozemského pobřeží těžce poškozen minou a potopen torpédoborcem HMS Kelvin.                    |
| Inconstant (H49, ex Muavenet) | RN       | Vickers-Armstrongs, Barrow | 1939          | 24. února 1941     | leden 1942        | Od roku 1946 provozován Tureckem jako Muavenet. Vyřazen 1960.                                                       |
| Ithuriel (H05, ex Gayret)     | RN       | Vickers-Armstrongs, Barrow | 1939          | 15. února 1940     | březen 1942       | Dne 28. listopadu 1942 poblíž Bône těžce poškozen německými bombardéry, neopraven.                                  |
| Sultan Hisar                  | Turecko  | Denny, Dumbarton           | 1939          | 17. prosince 1940  | 1942              | Vyřazen 1960. |
| Demir Hisar                   | Turecko  | Denny, Dumbarton           | 1939          | 1941               | 1942              | Vyřazen 1960. |

## Konstrukce

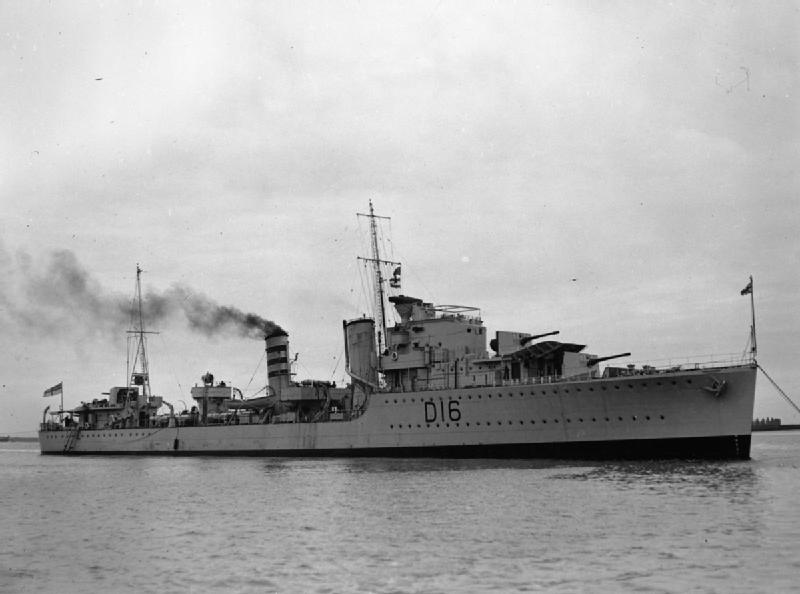
HMS Ivanhoe

Torpédoborce třídy I po dokončení nesly čtyři 120mm/45 kanóny QF Mk.IX, umístěné v jednodělových věžích. Protiletadlovou výzbroj tvořily dvě čtyřčata 12,7mm kulometů. Nesly též dva pětihlavňové 533mm torpédomety. K napadání ponorek sloužily dva vrhače pro svrhávání hlubinných pum. Pohonný systém tvořily tři tříbubnové kotle Admiralty a dvě turbínová soustrojí Parsons o výkonu 34 000 hp, pohánějící dva lodní šrouby. Nejvyšší rychlost dosahovala 36 uzlů. Dosah byl 5530 námořních mil při rychlosti 15 uzlů.

### Modifikace
Pro vylepšení stability byly během služby pětihlavňové torpédomety nahrazeny čtyřhlavňovými. Stejně byl upraven Inglefield.

## Operační služba
Za druhé světové války bylo ztraceno sedm jednotek třídy I, včetně vůdčí lodě Inglefield.

## Zahraniční uživatelé
Turecko

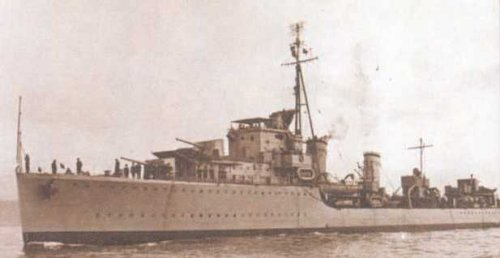
Turecký torpédoborec Sultan Hisar

Turecké námořnictvo mělo dostat celkem čtyři jednotky této třídy. Dokončeny pro něj byly pouze Sultan Hisar a Demir Hisar, přičemž druhý pár převzalo britské námořnictvo. Torpédoborec Muavenet přečkal válku a Turecko jej získalo roku 1946. Všechny byly vyřazeny roku 1960. Za čtvrtý zničený torpédoborec získalo Turecko roku 1946 náhradou torpédoborec třídy O a P HMS Oribi.